# Sauber C14
Chronologie des modèles (1995)
Sauber C13 Sauber C15
La Sauber C14 est la monoplace de Formule 1 engagée par l'écurie Sauber lors de la saison 1995 de Formule 1. Elle a été pilotée par l'Allemand Heinz-Harald Frentzen, l'Autrichien Karl Wendlinger et le Français Jean-Christophe Boullion. Le pilote d'essais est l'Argentin Norberto Fontana. Le motoriste Mercedes-Benz ayant rompu son contrat avec l'écurie suisse, la Sauber C14 est mue par un moteur Ford-Cosworth. Le fabricant de boissons énergétiques Red Bull devient le sponsor principal de Sauber.
La C14 se distingue par ses parois latérales de cockpit, surélevées, destinées à protéger la tête des pilotes en cas de crash ; elles sont introduites à la suite de l'accident qui avait laissé Karl Wendlinger dans le coma à Monaco la saison précédente. Cette architecture est rendue obligatoire par la FIA à partir de 1996.

## Historique

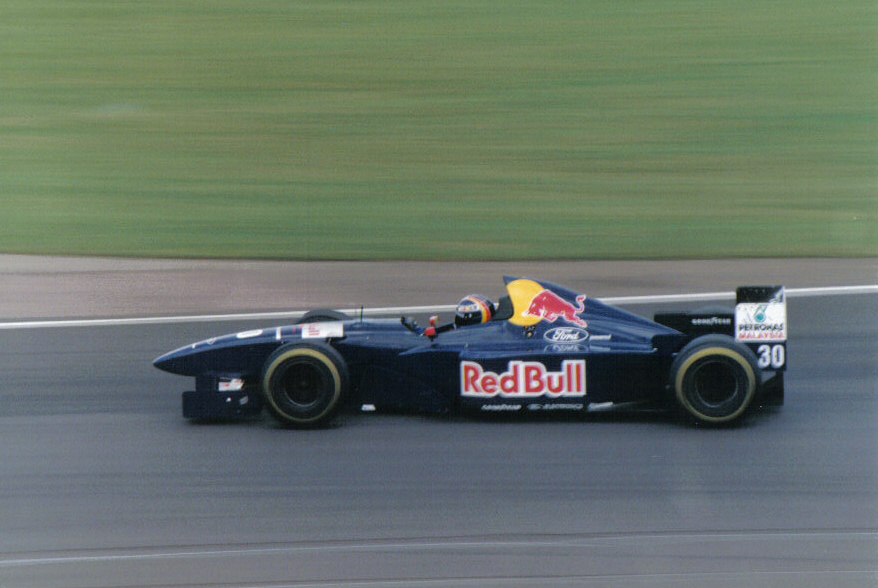
Heinz-Harald Frentzen à bord de la Sauber C14 au Grand Prix de Grande-Bretagne 1995.

La saison commence par un double abandon lors du Grand Prix inaugural au Brésil, dû à un problème d'électricité. Tandis que Heinz-Harald Frentzen termine dans les points lors des deux Grand Prix suivants, Karl Wendlinger est contraint à l'abandon. En Espagne, il rallie pour la première fois de la saison l'arrivée, à cinq places de son coéquipier. Le pilote autrichien, ayant des performances beaucoup plus faibles que Frentzen, conséquence de son accident à Monaco la saison précédente, est remplacé par Jean-Christophe Boullion, pilote essayeur chez Williams F1 Team, au Grand Prix de Monaco.
À partir du Grand Prix d'Allemagne, la Sauber C14 voit son nez surélevé et a une meilleure adhérence, ce qui permet à Frentzen de décrocher le premier podium de l'écurie suisse en Italie. Jean-Christophe Boullion, lui aussi dépassé par son coéquipier allemand, est congédié en fin de saison. Karl Wendlinger est rappelé pour les deux dernières courses du championnat, mais ses performances ne se sont pas améliorées et il ne marque pas de point.
À la fin de la saison, Sauber termine septième du championnat des constructeurs avec dix-huit points. Le directeur technique de l'écurie, André de Cortanze, démissionne et laisse la conception de la Sauber C15 à Leo Ress.

## Résultats complets en championnat du monde

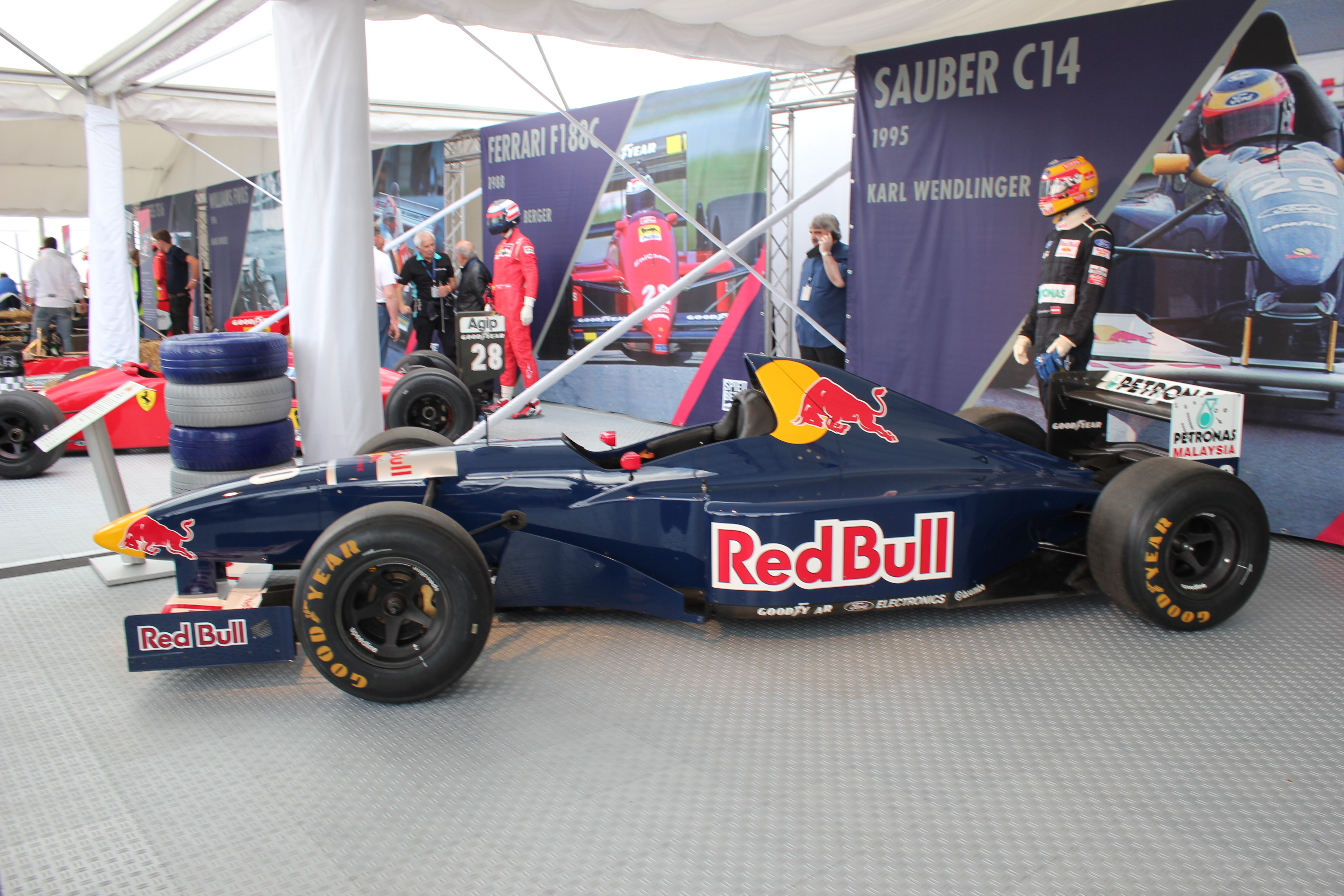
La Sauber C14 de Karl Wendlinger en exposition.

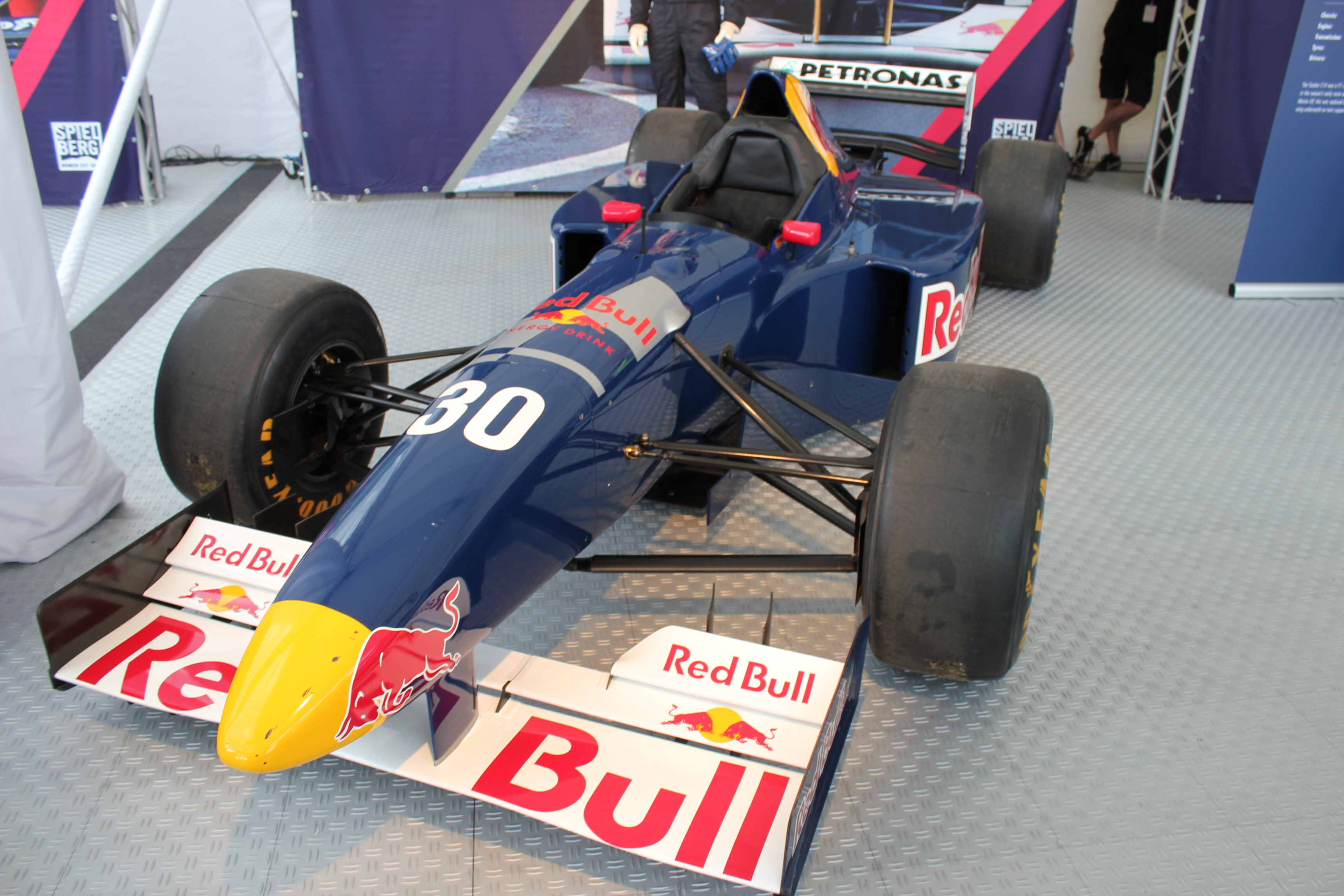
L'avant de la Sauber C14.

| Saison | Écurie               | Moteur                        | Pneus    | Pilotes                  | Courses | Courses | Courses | Courses | Courses | Courses | Courses | Courses | Courses | Courses | Courses | Courses | Courses | Courses | Courses | Courses | Courses | Points inscrits | Classement |
| Saison | Écurie               | Moteur                        | Pneus    | Pilotes                  | 1       | 2       | 3       | 4       | 5       | 6       | 7       | 8       | 9       | 10      | 11      | 12      | 13      | 14      | 15      | 16      | 17      | Points inscrits | Classement |
| ------ | -------------------- | ----------------------------- | -------- | ------------------------ | ------- | ------- | ------- | ------- | ------- | ------- | ------- | ------- | ------- | ------- | ------- | ------- | ------- | ------- | ------- | ------- | ------- | --------------- | ---------- |
| 1995   | Red Bull Sauber Ford | Ford-Cosworth ECA Zetec-R V10 | Goodyear |                          | BRÉ     | ARG     | SMR     | ESP     | MON     | CAN     | FRA     | GBR     | ALL     | HON     | BEL     | ITA     | POR     | EUR     | PAC     | JAP     | AUS     | 18              | 7e         |
| 1995   | Red Bull Sauber Ford | Ford-Cosworth ECA Zetec-R V10 | Goodyear | Karl Wendlinger          | Abd     | Abd     | Abd     | 13e     |         |         |         |         |         |         |         |         |         |         |         | 10e     | Abd     | 18              | 7e         |
| 1995   | Red Bull Sauber Ford | Ford-Cosworth ECA Zetec-R V10 | Goodyear | Jean-Christophe Boullion |         |         |         |         | 8e      | Abd     | Abd     | 9e      | 5e      | 10e     | 11e     | 6e      | 12e     | Abd     | Abd     |         |         | 18              | 7e         |
| 1995   | Red Bull Sauber Ford | Ford-Cosworth ECA Zetec-R V10 | Goodyear | Heinz-Harald Frentzen    | Abd     | 5e      | 6e      | 8e      | 6e      | Abd     | 10e     | 6e      | Abd     | 5e      | 4e      | 3e      | 6e      | Abd     | 7e      | 8e      | Abd     | 18              | 7e         |

Légende : ici 